# Pullulano
Il pullulano è un polisaccaride formato dalla ripetizione di unità di maltotriosio, connesse fra di loro tramite un legame α-1,6. È un polisaccaride extracellulare, isolato per la prima volta dal brodo di coltura del fungo Aureobasidium pullulans. La sua principale funzione biologica è quella di fornire una protezione contro l'essiccazione e la predazione, inoltre, circondando la cellula, è in grado di influenzare sensibilmente la diffusione di molecole sia verso l'interno sia verso l'esterno della cellula stessa.
Si presenta sotto forma di polvere bianca, inodore e insapore, solubile in acqua e insolubile nei solventi organici. A livello industriale viene preparato utilizzando una coltura di A. pullulans su un mezzo contenente il 10-15% di idrolisati di amido, con l'aggiunta inoltre di peptone, fosfato, e sali basali.
Il pullulano è un composto edibile e non tossico, di cui si sfruttano in particolare le proprietà di formare film e rivestimenti resistenti per la produzione di compresse, capsule, e nell'industria alimentare dove è noto con la sigla E1204.
Il pullulano viene scisso dall'enzima pullulanasi che, agendo sui caratteristici legami α-1,6, è in grado di convertirlo a maltosio.